# Diamanga (Kompienga)
Pour les articles homonymes, voir Diamanga.
Diamanga est un village du département et la commune rurale de Kompienga, situé dans la province de la Kompienga et la région de l’Est au Burkina Faso.

## Géographie

### Démographie
- En 2006, le village comptait 575 habitants recensés[1].

## Santé et éducation
Le centre de soins le plus proche de Diamanga est le centre de santé et de promotion sociale (CSPS) de Kompienga.